# Eleições em Israel
As Eleições em Israel se limitam, a nível nacional, a eleições da Knesset, o parlamento israelense. A Knesset possui 120 membros eleitos em cada quatro anos por um sistema proporcional integral de um turno. Entretanto, a maioria das eleições na história do país não foram realizadas no espaço de tempo marcado, mas sim precipitadamente (somente 1 das 8 legislaturas da Knesset conseguiu terminar o mandato).  Eleições antecipadas podem ser convocadas pela Knesset, ou por um decreto do presidente, o que normalmente ocorre em ocasiões de impasse político e de incapacidade do Executivo em obter o apoio do parlamento para governar. Dificuldades na aprovação do orçamento anual do governo pela Knesset até 31 de março (3 meses depois do início do ano fiscal) também levam automaticamente a convocação de eleições antecipadas. 
O sistema eleitoral israelense possui uma cláusula de barreira de 2% na qual favorece os partidos pequenos e evita grandes maiorias. Logo, para poder se formar um governo, é preciso que se formem coalizões. Depois do resultado das eleições, o Presidente de Israel terá uma semana para realizar consultas e escolher o cabeça da lista que tiver, em sua opinião, mais possibilidades de formar uma coalizão, apesar de não ter necessariamente obtido o maior número de deputados.
O candidato designado dispõe de um prazo de 28 dias para apresentar seu governo à Kneset, que pode ser prolongado por mais 14 dias. Se não o fizer, o presidente escolhe outro candidato, que também contará com um prazo de 28 dias. 
Em três ocasiões o primeiro-ministro foi eleito em uma eleição direta, em vez de ser nomeado pelo presidente. Houve eleições em 1996, 1999 e 2001, mas o sistema foi abandonado por não formar governos estáveis, pela falta de maioria no Parlamento. Por outro lado, Israel também tem um presidente, mas é uma figura simbólica que é eleita pelo Parlamento para servir por um período de 7 anos, sem poder se reeleger.

## Eleições
- Eleições legislativas em Israel em 2006
- Eleições legislativas em Israel em 2009

Eleições legislativas em Israel em 2009 
| Partido                           | Partido                                        | Letras na Cédula | Votos     | %       | Cadeiras | +/– |
| --------------------------------- | ---------------------------------------------- | ---------------- | --------- | ------- | -------- | --- |
|                                   | Kadima                                         | כן               | 758.032   | 22,47%  | 28       | −1  |
|                                   | Likud                                          | מחל              | 729.054   | 21,61%  | 27       | +15 |
|                                   | Yisrael Beitenu                                | ל                | 394.577   | 11,70%  | 15       | +4  |
|                                   | Partido Trabalhista                            | אמת              | 334.900   | 9,93%   | 13       | –6  |
|                                   | Shas                                           | שס               | 286.300   | 8,49%   | 11       | –1  |
|                                   | Judaismo Unido da Torah                        | ג                | 147.954   | 4,39%   | 5        | –1  |
|                                   | Lista Árabe Unida–Ta'al                        | עם               | 113.954   | 3,38%   | 4        | —   |
|                                   | União Nacional                                 | ט                | 112.570   | 3,34%   | 4        | —   |
|                                   | Hadash                                         | ו                | 112.130   | 3,32%   | 4        | +1  |
|                                   | Meretz                                         | מרצ              | 99.611    | 2,95%   | 3        | –2  |
|                                   | Lar Judeu                                      | ב                | 96.765    | 2,87%   | 3        | —   |
|                                   | Balad                                          | ד                | 83.739    | 2,48%   | 3        | —   |
|                                   | Meimad                                         | ה                | 27.737    | 0,82%   | —        | —   |
|                                   | Gil                                            | זך               | 17.571    | 0,52%   | —        | –7  |
|                                   | Ale Yarok                                      | קנ               | 13.132    | 0,39%   | —        | —   |
|                                   | Os Verdes                                      | רק               | 12.378    | 0,37%   | —        | —   |
|                                   | Yisrael Hazaka                                 | חי               | 6.722     | 0,20%   | —        | —   |
|                                   | Tzabar                                         | צי               | 4.752     | 0,14%   | —        | —   |
|                                   | Koah LeHashpi'a                                | פ                | 3.696     | 0,11%   | —        | —   |
|                                   | Partido Trabalhista Da'am                      | ק                | 2.645     | 0,08%   | —        | —   |
|                                   | Yisrael HaMithadeshet                          | נ                | 2.572     | 0,08%   | —        | —   |
|                                   | Sobreviventes do Holocausto e Ale Yarok Alumni | יק               | 2.346     | 0,07%   | —        | —   |
|                                   | Líder                                          | קץ               | 1.887     | 0,06%   | —        | —   |
|                                   | Tzomet                                         | ץ                | 1.520     | 0,05%   | —        | —   |
|                                   | Koah HaKesef                                   | קפ               | 1.008     | 0,03%   | —        | —   |
|                                   | Direito dos homens no Partido da Família       | פק               | 921       | 0,03%   | —        | —   |
|                                   | HaYisraelim                                    | ים               | 856       | 0,03%   | —        | —   |
|                                   | Or                                             | אר               | 815       | 0,02%   | —        | —   |
|                                   | Ahrayut                                        | נפ               | 802       | 0,02%   | —        | —   |
|                                   | Brit Olam                                      | פי               | 678       | 0,02%   | —        | —   |
|                                   | Lev LaOlim                                     | ינ               | 632       | 0,02%   | —        | —   |
|                                   | Lazuz                                          | נץ               | 623       | 0,02%   | —        | —   |
|                                   | Lehem                                          | נר               | 611       | 0,02%   | —        | —   |
| Votos válidos                     | Votos válidos                                  | -                | 3.373.490 | 98,74%  | -        | -   |
| Votos brancos ou nulos            | Votos brancos ou nulos                         | -                | 43.097    | 1,26%   | -        | -   |
| Total                             | Total                                          | -                | 3.416.587 | 100,00% | 120      | -   |
| Fonte: Knesset Board of Elections |                                                |                  |           |         |          |     |